# Iveco Eurotech

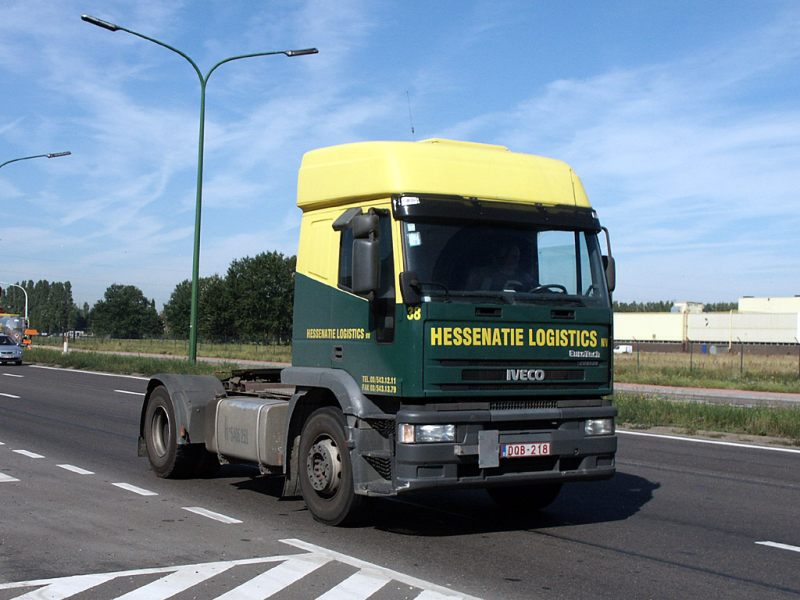
Iveco Eurotech.

El Iveco Eurotech es un modelo de camión producido Iveco, destinado al transporte pesado. En 1992 el Eurotech era el camión más alto de la gama de Iveco. Introducido al mercado como el substituto del modelo Turbotech (1989-1991), fue premiado como el "camión internacional del año" en 1993. Fuera del continente europeo, fue fabricado en Argentina, para exportar a Sudamérica (especialmente a Brasil).
La cabina fue inspirada en el Iveco EuroCargo  y diseñado por Giorgetto Giugiaro. 

## Motorizaciones
- Iveco 8060.45 S TCA, 5861 cc, 227 CV.
- Iveco 8360.46, 7685 cc, 266 CV.
- Iveco 8460.41 C, 9495 cc, 300 CV.
- Iveco 8460.41 K, 9495 cc, 345 CV.
- Iveco 8460.41 L, 9495 cc, 375 CV.
- Iveco 8210.42 L, 13798 cc, 420 CV.
- Iveco Cursor 8 F2BE0681B 7790 cc. 310CV.

## Configuraciones
- Tractora 4x2 (denominada 180E o 190E);
- Tractora 6x2 con tercer eje original Iveco (denominada 240E);
- Tractora 4x2 (denominada 440E).

## Selección de caja de cambios
- Iveco con 9 marchas adelante y 1 atrás, sincronizadas;
- Eaton-Fuller TS11612 y TS13612 con 12 marchas adelante y 3 atrás, no sincronizadas;
- ZF 16S151 y 16S221 con 16 marchas adelante y 2 atrás, sincronizadas.
- ZF Eurotronic con cambio automático, introducido en 1996 y disponible solo en los modelos de 375CV.

## Elección de cabina
- Cabina corta con techo bajo;
- Cabina profunda con techo bajo;
- Cabina profunda con techo elevado.

Tenga en cuenta que cualquier cabina podía equiparse con guardabarros delgados o gruesos, aunque los delgados eran estándar para los modelos de 230, 270 y 300 caballos de fuerza, y los gruesos para el resto.
Además, para algunas versiones destinadas a usos más exigentes, como la explotación de canteras o el todoterreno, el parachoques elevado con los mismos faros con respecto al EuroTrakker, estaba disponible como opción.
La gama completa constaba de las siguientes versiones:
- 180E24, 180E27, 180E30, 180E34;
- 190E24, 190E27, 190E30, 190E34, 190E38, 190E42;
- 240E27, 240E30, 240E34, 240E38, 240E42;
- 400E30, 440E34, 440E38, 440E42.

Motores Cursor
- 240E35, 240E39, 240E43;
- 440E35, 440E38, 440E42.